# Кашкуль

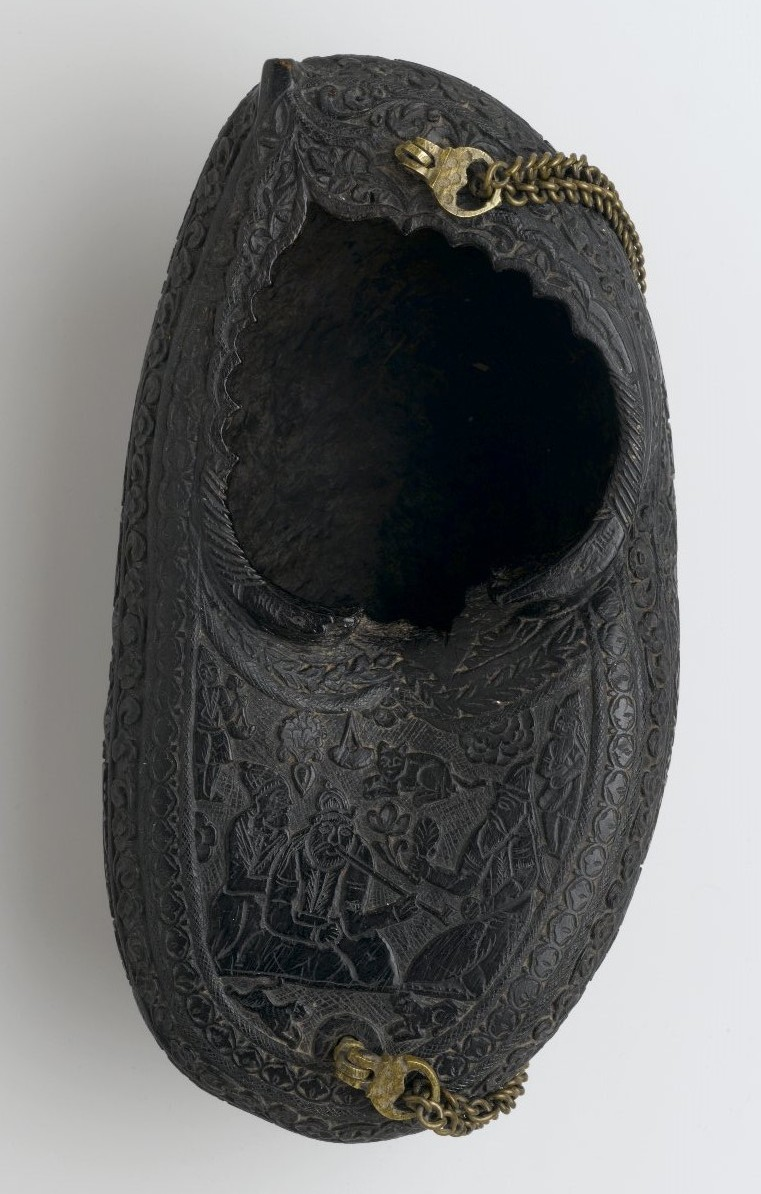
Кашкуль с портретом дервиша 1864 г.

Кашкуль (перс.  کشکول‎), — чаша особой формы, предназначенная для еды, питья и сбора подаяний, атрибут странствующих дервишей в традиции суфизма.
Своей формой кашкуль обязан скорлупе ореха сейшельской пальмы из половинок которого первоначально делались эти сосуды.

## Этимология
Персидское слово «кашкуль» включает корень «каш» глагола кашидан — «перевозить» и «кул» — «плечо». То есть это сума, которую носят через плечо.

## История

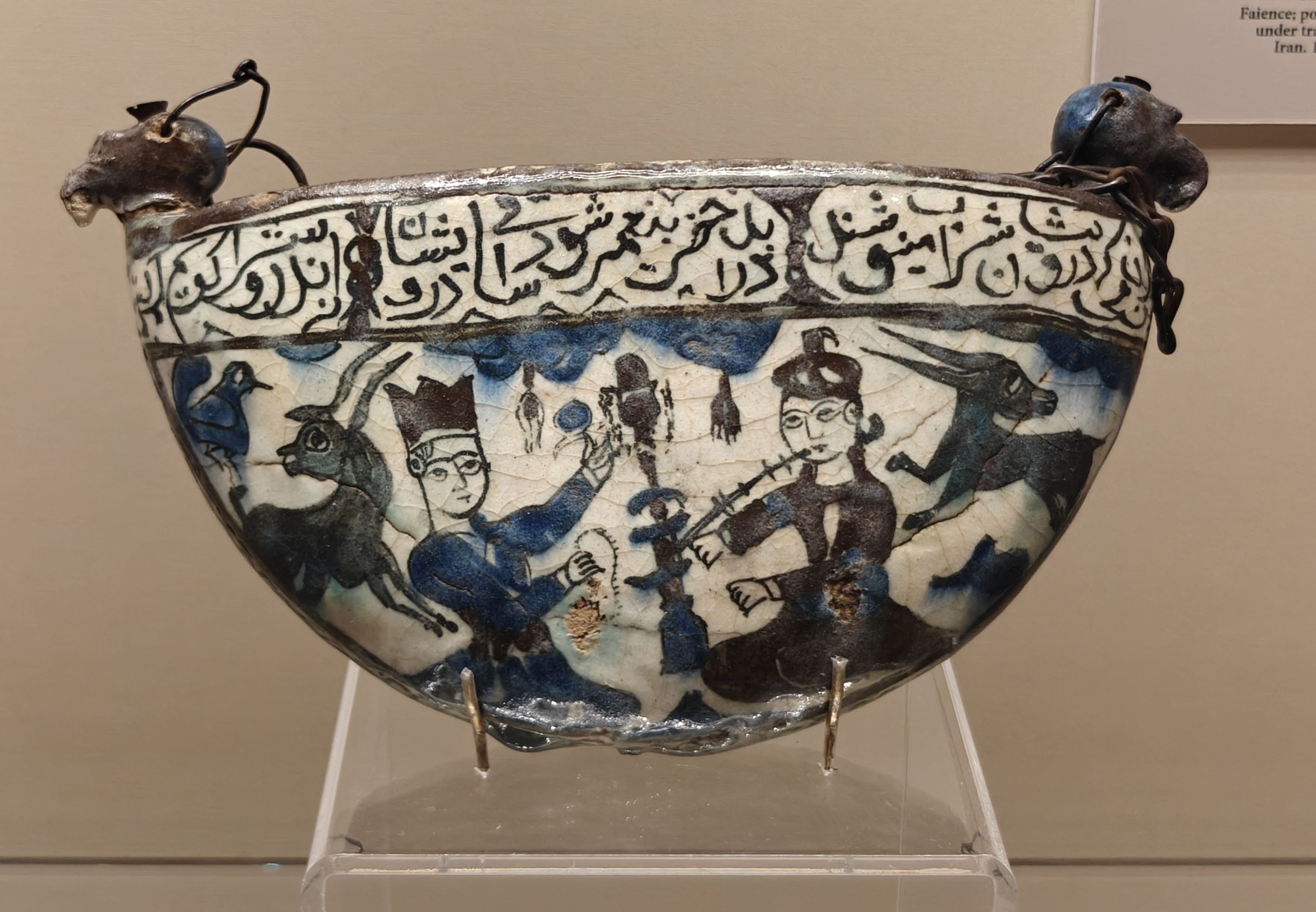
Фаянсовый кашкуль

Орехи сейшельской пальмы, упавшие в воды Индийского океана у Сейшельских островов, переносились волнами к берегам Аравийского моря и Оманского залива, где они традиционно считались весьма ценными находками вследствие большого размера, необычной формы и таинственности происхождения. Народные предания наделяли скорлупу этих орехов различными мистическими и волшебными свойствами.
Сосуды из половинок скорлупы этих орехов получались лёгкими, прочными и практичными, одновременно придавая владельцу кашкуля таинственный образ. Начиная с XVI века, ношение кашкуля начало ассоциироваться с дервишами. Кашкуль быстро стал чуть ли не обязательным атрибутом этих странствующих суфиев, и как следствие, стал изготавливаться не только из весьма редкого морского ореха, но также из меди, олова, глины и дерева. Кашкули часто украшались надписями и резными изображениями.

## Применение
Из кашкуля ели, пили воду, собирали в него милостыню. Впоследствии, кашкуль приобрёл церемониальное и символическое значение. Так, кашкуль из коллекции музея «История тариката Накшбанийа» использовался для набора воды из святого источника на территории религиозного комплекса. Один из кашкулей был найден в захоронении архиерея в Рождественском соборе Саввино-Сторожевского монастыря в Звенигороде.
Кашкуль является символом приверженности духовному пути суфия, на котором человек отказывается от всех мирских привязанностей.